# Токито Тамэмото
Токито Тамэмото (яп. 時任 為基 Токито: Тамэмото, 1842 — 1 сентября 1905) — японский государственный деятель, губернатор префектур Мияги (1898), Осака (1897—1898), Айти (1892—1897), Сидзуока (1889—1892), Коти (1888—1889), Миядзаки (1887) и Хакодатэ (1882—1886), член Гэнроина (1887—1888), член Палаты пэров Японии (1898—1905). 
Публичное имя — Сэйкити (静吉).

## Биография
Родился в Синъясики в городе Кагосима как старший сын Токито Тамэнори, вассала даймё Сацумы. В 1871 году поступил на службу в управление префектуры Токио.
В 1872 году стал сотрудником Комиссии по развитию Хоккайдо. В 1875 году состоял в делегации отправленной в Санкт-Петербург для подписания договора об обмене территориями. После этого занимал различные должности, такие как директор отдела по гражданским вопросам администрации Саппоро, секретарь Комиссии по развитию Хоккайдо, губернатор префектуры Хакодатэ, председатель конного клуба Хакодатэ и глава округа Хакодатэ.
В январе 1887 года был назначен губернатором префектуры Миядзаки. В мае того же года стал членом Гэнроина. В феврале 1888 года стал губернатором префектуры Коти. Позже занимал посты губернатора префектур Сидзуока, Айти, Осака и Мияги. В августе 1898 года был назначен членом Палаты пэров и оставался на этом посту до самой смерти.

## Награды
- Орден Восходящего солнца 3 класса (25 ноября 1887)